# Unitatea Specială de Luptă Antiteroristă
Unitatea Specială de Luptă Antiteroristă (abreviere: USLA) a fost o unitate militară centrală de specialitate, subordonată Ministerului de Interne. Înființată la sfârșitul anului 1977, USLA avea efective de 795 soldați și ofițeri în anul 1989. Unitatea a fost suspectată de acțiuni „teroriste” în timpul Revoluției Române din 1989, deși ulterior s-a dovedit că s-a alăturat rapid noului regim de la București și că suspiciunile au fost nefondate. Pe 24 decembrie 1989, opt cadre din USLA și-au pierdut viața într-un eveniment controversat. După 1990, unitatea ia denumirea de Brigada Antiteroristă (BAT), fiind integrată în Serviciul Român de Informații.

## Istoric

### Înființare și atribuții
La data de 15 decembrie 1977 este constituită Unitatea Specială de Luptă Antiteroristă (USLA) din necesitatea României de a avea o unitate specializată în prevenirea și combaterea acțiunilor teroriste pe teritoriul național, în contextul amplificării fenomenului terorist la nivel mondial, având sarcina de a organiza și executa activități de prevenire, descoperire, neutralizare sau lichidare a actelor teroriste pe teritoriul României.
Misiunile Unității Speciale de Luptă Antiteroristă erau:

- asigurarea securității pasagerilor și aeronavelor în zbor și la escale de scurtă durată (cursele interne și externe în totalitate);
- controlul antiterorist și antideturnare la aeroporturile Otopeni și Băneasa;
- paza și apărarea unor ambasade, reprezentanțe străine și domicilii ale membrilor corpului diplomatic acreditat în România;
- culegerea  de  informații  în domeniul strict limitat al activității de prevenire și combaterea acțiunilor teroriste;
- executarea  controlului  tehnic de securitate la imobilele și încăperile destinate cazării  unor  anumite  personalități  sau  delegați din străinătate, ori în locurile ordonate de conducerea Departamentului Securității Statului;
- asigurarea pazei și securității familiei prezidențiale, a unor înalte oficialități ori delegații străine care vizitează țara, în colaborare cu Direcția a V–a din D.S.S.;
- sprijin pentru pregătirea antiteroristă a cadrelor din teritoriu, control și sprijin asupra activității de prevenire a acțiunilor teroriste;
- intervenția pentru lichidarea acțiunilor teroriste, în situația în care acestea se produc.

### USLA în zilele Revoluției Române din 1989

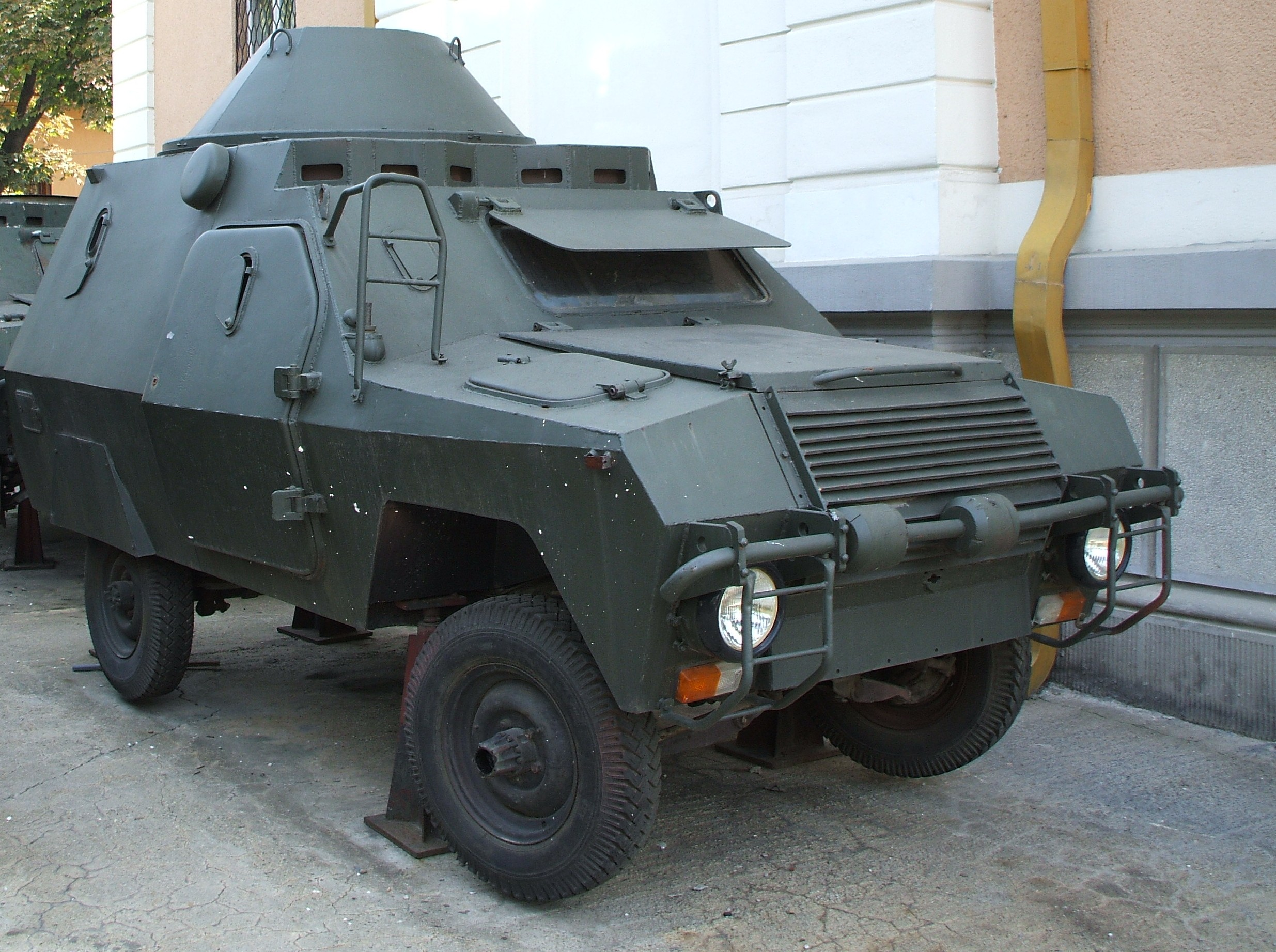
ABI (Autovehicul Blindat pentru Intervenție) folosit de trupele USLA

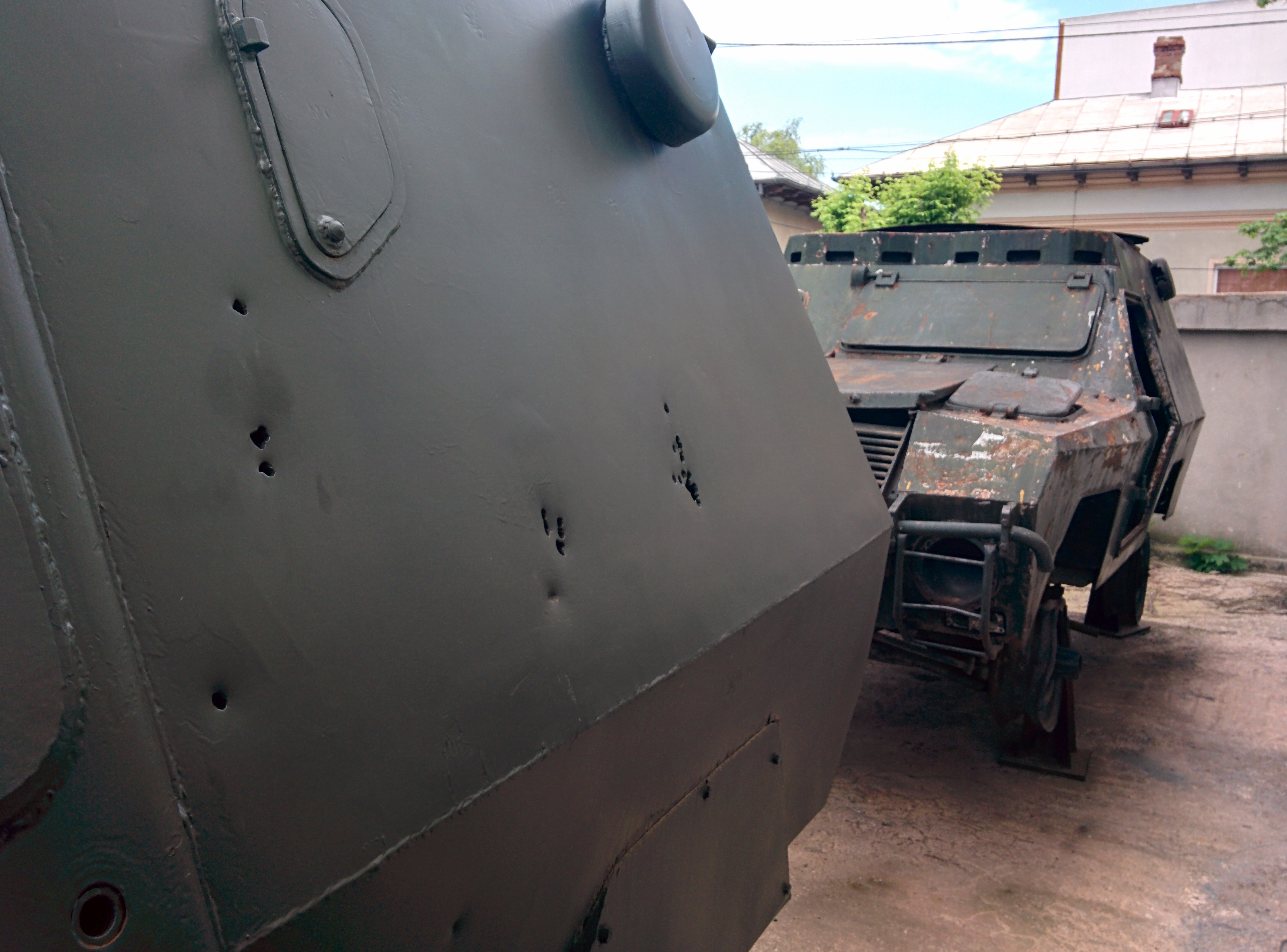
ABI-urile utilizate la revolutie. Urmele gloantelor sunt vizibile pe partea stanga.

Până în 1989, antiterorismul din România nu era cunoscut publicului. Începând cu 22 decembrie 1989, întregul efectiv de cadre al unității s-a pus în slujba Revoluției, executând misiuni de profil în cooperare cu forțe aparținând Ministerului Apărării Naționale.
Pe 24 decembrie 1989 au căzut în apropierea Ministerului Apărării Naționale opt cadre din unitate, printre care și Șeful de Stat Major în cadrul USLA, lt. col. Gheorghe Trosca. Ei au fost chemați să apere de teroriști sediul MAPN de către Nicolae Militaru, deși ministerul era apărat de tancuri, iarUSLA nu avea decat ARO blindate. Militaru nu a dat ordin tancurilor să nu tragă în coloanaUSLA care urma să apară. Unele surse susțin că Militaru a premeditat incidentul, motivul fiind deconspirarea lui ca agent al serviciului secret al armatei sovietice, deconspirare în care Gheorghe Trosca ar fi jucat un rol. Peter Siani-Davies susține însă în cartea sa The Romanian Revolution of December 1989 că această teorie este la fel de credibilă ca cea privind acțiunile teroriste ale trupelor USLA din timpul Revoluției Române, soldații fiind victimele focului fratricid. Ion Iliescu a afirmat că totul a fost doar un „accident nefericit”.
Numele USLA a fost asociat cu numeroase sintagme: „unitate de teroriști”, „unitate de criminali”, iar luptătorii acesteia au fost etichetați drept „teroriști” („uslași-teroriști”) ori „criminali”. Evenimentul petrecut în noaptea dintre 23-24 decembrie a fost descris în numărul 3 al ziarului România Liberă din 25 decembrie 1989 drept „Nimicirea gorilelor mercenare”, cele două autoblindate ABI fiind „tanchete” venite să atace sediul MApN. Cadavrele cadrelor ucise au fost lăsate în stradă mai multe zile și profanate. Cele opt victime au primit titlul de Eroi-Martiri ai Revoluției Române din Decembrie 1989. Președintele Traian Băsescu a retras în martie 2011 titlurile pentru Gheorghe Trosca și Eugen Trandafir Cotună în urma unui aviz primit de la CNSAS privind implicarea acestora în poliție politică.

### Evoluția postdecembristă
La 26 decembrie 1989, Unitatea Specială de Luptă Antiteroristă a ieșit din subordonarea Ministerului de Interne, fiind încorporată în structurile Ministerului Apărării Naționale. 
La 30 decembrie 1989, Departamentul Securității Statului (D.S.S.) este desființat.
În baza Decretului CPUN nr. 181 din 26 martie 1990, la acea dată este creat Serviciul Român de Informații (S.R.I.), instituție de stat specializată în domeniul culegerii de informații privind siguranța națională.
După nouă zile, pe 4 aprilie 1990, USLA a fost încorporată în cadrul SRI.
Pe 1 iulie 1990, USLA se transformă în Brigada Antiteroristă (B.A.T.).
Aceasta își va desfășura activitatea ca structură centrală de profil a Serviciului Român de Informații.
Din anul 1991 și pâna în prezent, activitatea antiteroristă este organizată și se realizează în conformitate cu prevederile Constituției, ale Legii nr. 51/1991 privind Siguranța Națională a României, Legii nr. 14/1992, privind organizarea și funcționarea Serviciului Român de Informații, Legii nr. 535/2004, precum și ale celorlalte acte normative aplicabile în domeniul Siguranței Naționale.